# Památník Východoslovenského rolnického povstání
Pomník Východoslovenského rolnického povstání je národní kulturní památka postavená v katastrálním území obce Haniska na vrchu Furča, jižně od krajského města Prešova na východních svazích Šarišské vrchoviny.

## Historie
Pomník byl postavený roku 1938 v rámci oslav 20. výročí trvání Československé republiky na památku Východoslovenského rolnického povstání, které vypuklo v roce 1831.

## Popis
Pomník tvoří monumentální sousoší z pískovce a je dílem akademického sochaře Jozefa Pospíšila a architekta Č. Vořecha. Iniciativu při jeho postavení měli zejména členové Jubilejního výboru mladých Slováků na východním Slovensku. Restaurován byl v roce 1958 a poté ještě v letech 1968 až 1969. Hlavním motivem pomníku je bronzová socha vítězně kráčejícího muže, umístěná na vysokém válcovém pylonu. V podnoží je sousoší sedmi povstalců, kteří symbolicky znázorňují všechny skupiny účastníků povstání.
Celková výška památníku je 20 m. Postavy v sousoší jsou až 3,2 m vysoké. Bronzová socha na pylonu je vysoká 4,2 m. V pravé ruce drží ratolest dlouhou 0,4 m. 